# Patricio Cornejo
Ramón Patricio Cornejo Seckel (Llolleo, San Antonio, Chile; 6 de junio de 1944) es un extenista chileno de las décadas de 1960 y 1970. Durante su carrera ganó ocho títulos en dobles en la era profesional, destacando el Masters de Indianápolis en 1977. Llegó a la final del Torneo de Roland Garros en 1972 y del Abierto de Estados Unidos en 1974, en dobles masculino, así como de la Copa Davis en 1976 representando a Chile. Su mejor puesto en la Clasificación de la ATP individual fue el 65.º en 1974. Formó con Jaime Fillol la «mejor dupla tenística chilena del siglo XX».

## Trayectoria deportiva
Nació el Día D, hito de la Segunda Guerra Mundial. Individualmente ganó siete títulos. Obtuvo el Campeonato Nacional de Chile de 1965 a 1968. En 1994 inauguró el Club Pato Cornejo en Santiago, de tenis y natación. Después fue comentarista de partidos de Marcelo Ríos en Canal 13 de la televisión chilena.

### Copa Davis
Ha sido el «jugador con más ediciones, series y partidos disputados en la historia del equipo chileno de Copa Davis», respectivamente 16, 32 y 74 entre 1964 y 1979. De sus encuentros, ganó 34 y cayó en 40, teniendo un 46 % de rendimiento. Llegó a la final en 1976 con Fillol y Belus Prajoux cuando el conjunto cayó ante Italia por 4-1 en Santiago. Ha jugado el partido y el set más largo en número de juegos en la historia del torneo, en dobles con Fillol ante Estados Unidos con Erik van Dillen y Stan Smith en 1973, que ganó 9-7 39-37 6-8 1-6 3-6 (122). Este encuentro de la final de la Zona Americana fue el más largo en la historia del tenis, siendo superado en 2010 por el de John Isner y Nicolas Mahut en el Campeonato de Wimbledon con 183. Fue el capitán en 1989, 1991, 1992, de 1995 a 2000 y 2002.

### Homenajes
En 2011 la Federación de Tenis de Chile tributó con galvanos personales a los equipos de la final de la Copa Davis de 1976, durante una serie ante Italia jugada en el Court Central del Estadio Nacional en Santiago. En 2015 la Federación Internacional de Tenis le entregó un trofeo del Premio Compromiso por haber disputado un mínimo de 20 series en la Copa Davis, durante su Reunión General Anual realizada en el Hotel Marriott Santiago. En 2018 el Gobierno de Chile le otorgó un galvano del Premio Sergio Livingstone por su carrera, durante la ceremonia de los Premios del Deporte Chile Compite efectuada en el Palacio de La Moneda en Santiago. En 2019 el Ministerio del Deporte le concedió un galvano y una bandera chilena por llevar al país a la final de la Copa Davis, durante un partido de exhibición entre Christian Garín y Nicolás Jarry desarrollado en el Gran Arena Monticello en San Francisco de Mostazal. Hay una calle con su nombre en la comuna chilena de Colina. (33°11′10″S 70°39′54″O / -33.1859807, -70.6651307)

## Torneos de Grand Slam

### Finalista en Dobles (2)
| Año  | Torneo        | Pareja       | Oponentes en la final      | Resultado       |
| 1972 | Roland Garros | Jaime Fillol | Bob Hewitt / Frew McMillan | 6-3 8-6 3-6 6-1 |
| 1974 | US Open       | Jaime Fillol | Bob Lutz / Stan Smith      | 6-3 6-3         |

## Títulos (9)

### Dobles (9)
- Buenos Aires - 1969
- Washington - 1969
- South Orange - 1970
- Caracas - 1972
- Charlotte - 1975
- Berlín - 1976
- Santiago - 1976
- Santiago - 1977
- Indianápolis - 1977

## Clasificación histórica

### Resultados en individuales
| Torneo                  | 1964         | 1965         | 1966         | 1967         | 1968         | 1969         | 1970 | 1971 | 1972 | 1973 | 1974 | 1975 | 1976 | 1977 | 1978 | 1979 | 1980 | V–D     |
| ----------------------- | ------------ | ------------ | ------------ | ------------ | ------------ | ------------ | ---- | ---- | ---- | ---- | ---- | ---- | ---- | ---- | ---- | ---- | ---- | ------- |
| Triple Corona           |              |              |              |              |              |              |      |      |      |      |      |      |      |      |      |      |      |         |
| Roland Garros           |              | 2R           |              | 3R           | 3R           |              | 2R   | 1R   | 3R   | 1R   | CF   | 1R   | 2R   | 1R   | 1R   |      |      | 12–12   |
| Wimbledon               |              |              |              | 2R           | 1R           | 1R           | 1R   | 1R   | 1R   | Q2   | 1R   | 1R   | 1R   |      |      |      |      | 1–9     |
| US Open                 | 1R           |              |              |              | 2R           | 1R           | 2R   | 1R   | 3R   | 1R   | 1R   | 1R   |      |      |      |      |      | 4–9     |
| Victorias – Derrotas    | 0–1          | 1–1          | 0–0          | 3–2          | 2–3          | 0–2          | 2–3  | 0–3  | 4–3  | 0–2  | 4–3  | 0–3  | 1–2  | 0–1  | 0–1  | 0–0  | 0–0  | 17–30   |
| Representación Nacional |              |              |              |              |              |              |      |      |      |      |      |      |      |      |      |      |      |         |
| Copa Davis              | P            | P            | P            |              | P            | P            | P    | P    | IZF  | IZF  | P    | SF   | F    | P    |      |      |      | 23–22   |
| Grand Prix              |              |              |              |              |              |              |      |      |      |      |      |      |      |      |      |      |      |         |
| Hamburgo                |              |              |              |              |              |              |      |      | 2R   | 3R   | 2R   | 3R   |      |      | 2R   |      |      | 6–5     |
| Washington              | No Disputado | No Disputado | No Disputado | No Disputado | No Disputado |              | 2R   | 2R   |      | 1R   | 3R   | 1R   | 1R   |      | 1R   |      |      | 4–7     |
| Louisville              | No Disputado | No Disputado | No Disputado | No Disputado | No Disputado | No Disputado |      |      |      |      | 1R   | 1R   | 1R   | 3R   | CF   |      | ND   | 5–5     |
| Indianápolis            |              |              |              |              |              |              | 3R   | CF   | 2R   | 2R   |      | 2R   |      | 2R   | 1R   |      |      | 5–6     |
| Canadá                  |              |              |              |              |              |              |      |      | 4R   | 1R   | 1R   | 1R   |      | 2R   | 1R   |      |      | 3–6     |
| Buenos Aires            | ND           | ND           |              |              | 3R           | 2R           | 2R   | 1R   |      | 2R   | 2R   | 2R   | 2R   | CF   | 1R   |      |      | 4–9     |
| Estadísticas            |              |              |              |              |              |              |      |      |      |      |      |      |      |      |      |      |      |         |
| Títulos                 | 0            | 0            | 0            | 0            | 0            | 0            | 0    | 0    | 0    | 0    | 0    | 0    | 0    | 0    | 0    | 0    | 0    | 0       |
| Finales Alcanzadas      | 0            | 0            | 0            | 0            | 0            | 0            | 0    | 0    | 0    | 0    | 0    | 0    | 0    | 0    | 0    | 0    | 0    | 0       |
| Victorias – Derrotas    |              |              |              |              |              |              |      |      |      |      |      |      |      |      |      |      |      | 104–184 |
| Ranking de Fin de Año   |              |              |              |              |              |              |      |      |      | 99   | 66   | 138  | 108  | 69   | 172  | 662  | 335  |         |

### Resultados en dobles
| Torneo                  | 1964         | 1965         | 1966         | 1967         | 1968         | 1969         | 1970         | 1971         | 1972         | 1973         | 1974         | 1975         | 1976 | 1977 | 1978 | 1979 | 1980 | V–D     |
| ----------------------- | ------------ | ------------ | ------------ | ------------ | ------------ | ------------ | ------------ | ------------ | ------------ | ------------ | ------------ | ------------ | ---- | ---- | ---- | ---- | ---- | ------- |
| Triple Corona           |              |              |              |              |              |              |              |              |              |              |              |              |      |      |      |      |      |         |
| Roland Garros           |              |              |              |              | 1R           |              | CF           | CF           | F            | 2R           | 2R           | CF           | CF   |      | 3R   |      |      | 18–9    |
| Wimbledon               |              |              |              |              | 1R           | 1R           | 2R           | 3R           | SF           |              | 1R           | 1R           | 1R   |      |      |      |      | 7–8     |
| US Open                 |              |              |              |              | 1R           | 1R           | SF           | 1R           | 2R           | CF           | F            | 3R           |      |      |      |      |      | 14–8    |
| Victorias – Derrotas    | 0–0          | 0–0          | 0–0          | 0–0          | 0–3          | 0–2          | 7–3          | 4–3          | 9–3          | 4–2          | 6–3          | 5–3          | 2–2  | 0–0  | 2–1  | 0–0  | 0–0  | 39–25   |
| Representación Nacional |              |              |              |              |              |              |              |              |              |              |              |              |      |      |      |      |      |         |
| Copa Davis              |              |              |              | P            | P            | P            | P            | P            | IZF          | IZF          | P            | SF           | F    | P    | IZF  | P    |      | 11–18   |
| Düsseldorf              | No Disputado | No Disputado | No Disputado | No Disputado | No Disputado | No Disputado | No Disputado | No Disputado | No Disputado | No Disputado | No Disputado | SF           | ND   | ND   | RR   |      |      | 3–2     |
| Grand Prix              |              |              |              |              |              |              |              |              |              |              |              |              |      |      |      |      |      |         |
| Berlín                  | No Disputado | No Disputado | No Disputado | No Disputado | No Disputado | No Disputado | No Disputado | No Disputado | No Disputado | No Disputado | No Disputado | No Disputado | G    | CF   |      |      | ND   | 5–1     |
| Washington              | No Disputado | No Disputado | No Disputado | No Disputado | No Disputado |              | 2R           | 1R           | CF           | CF           | F            | SF           | 2R   |      | 2R   |      |      | 12–7    |
| Indianápolis            |              |              |              |              |              |              | CF           | SF           | F            | SF           |              | 2R           | SF   | G    | SF   |      |      | 22–7    |
| South Orange            | No Disputado | No Disputado | No Disputado | No Disputado | No Disputado | No Disputado | G            | 2R           |              |              |              |              |      | CF   | 1R   |      |      | 5–3     |
| Santiago                | No Disputado | No Disputado | No Disputado | No Disputado | No Disputado | No Disputado | No Disputado | No Disputado | No Disputado | No Disputado | No Disputado | No Disputado | G    | G    | 1R   | CF   | 1R   | 7–3     |
| Buenos Aires            | ND           | ND           |              |              | CF           | G            | SF           | F            |              | F            | F            | SF           | 1R   | SF   | 1R   |      |      | 15–9    |
| Estadísticas            |              |              |              |              |              |              |              |              |              |              |              |              |      |      |      |      |      |         |
| Títulos                 | 0            | 0            | 0            | 0            | 0            | 1            | 1            | 0            | 1            | 0            | 0            | 1            | 2    | 2    | 0    | 0    | 0    | 8       |
| Finales Alcanzadas      | 0            | 0            | 0            | 0            | 0            | 1            | 1            | 2            | 4            | 1            | 3            | 1            | 2    | 3    | 0    | 0    | 0    | 18      |
| Victorias – Derrotas    |              |              |              |              |              |              |              |              |              |              |              |              |      |      |      |      |      | 227–165 |

### Resultados en Dobles Mixtos
| Torneo               | 1964 | 1965 | 1966 | 1967 | 1968 | 1969 | 1970 | 1971 | 1972 | 1973 | 1974 | 1975 | 1976 | 1977 | 1978 | 1979 | 1980 | V–D  |
| -------------------- | ---- | ---- | ---- | ---- | ---- | ---- | ---- | ---- | ---- | ---- | ---- | ---- | ---- | ---- | ---- | ---- | ---- | ---- |
| Triple Corona        |      |      |      |      |      |      |      |      |      |      |      |      |      |      |      |      |      |      |
| Roland Garros        |      |      |      |      | 3R   |      | 3R   | 3R   | 2R   |      |      | CF   |      |      |      |      |      | 5–4  |
| Wimbledon            |      |      |      |      | 3R   |      |      |      | CF   |      |      |      |      |      |      |      |      | 5–1  |
| US Open              |      |      |      |      |      | 1R   | 2R   |      | 2R   |      |      |      |      |      |      |      |      | 0–3  |
| Victorias – Derrotas | 0–0  | 0–0  | 0–0  | 0–0  | 2–1  | 0–1  | 0–2  | 1–1  | 5–2  | 0–0  | 0–0  | 2–1  | 0–0  | 0–0  | 0–0  | 0–0  | 0–0  | 10–8 |